# Cheumatopsyche rubachi
Cheumatopsyche rubachi är en nattsländeart som beskrevs av Wolfram Mey 1995. Cheumatopsyche rubachi ingår i släktet Cheumatopsyche och familjen ryssjenattsländor. Inga underarter finns listade i Catalogue of Life.